# Affection (álbum de Lisa Stansfield)
| Críticas profissionais | Críticas profissionais |
| Avaliações da crítica  | Avaliações da crítica  |
| Fonte                  | Avaliação              |
| ---------------------- | ---------------------- |
| allmusic               | [ 1 ]                  |

Affection é um álbum da cantora inglesa Lisa Stansfield. Trata-se do álbum de estréia da cantora e também o de maior repercussão, vendendo mais de 5 milhões de cópias ao redor do mundo. O álbum é bastante lembrado pela faixa "All Around The World", canção que foi #1 em 11 países.
Com a divulgação do álbum, Lisa percorreu todo o mundo, chegando a vir ao Brasil, onde seu álbum foi certificado disco de ouro. Outros singles tirados do álbum são "This Is the Right Time", "All Around the World", "Live Together", "What Did I Do to You" e "You Can't Deny It".
Em 2003 o álbum foi remasterizado e foram incluídas 4 novas faixas, fazendo parte do box The Complete Collection.

## Faixas
1. "This Is The Right Time" 4:29
2. "Mighty Love" 5:11
3. "Sincerity"  4:47
4. "The Love In Me" 5:01
5. "All Around The World" 4:29
6. "What Did I Do to You?" 4:48
7. "Live Together" 6:10
8. "You Can't Deny It" 5:36
9. "Poison" 4:12
10. "When Are You Coming Back?" 5:23
11. "Affection" 5:52
12. "Wake Up Baby" 3:58
13. "The Way You Want It" 4:56

Faixas bônus da versão de 2003
1. "People Hold On" (Single Mix) Featuring Coldcut 3:57 [bonus track]
2. "My Apple Heart" 4:15 [bonus track]
3. "Lay Me Down" 4:13 [bonus track]
4. "Something's Happenin'" 3:46 [bonus track]

## Vendagem
| País           | Posição | Vendas     | Certificação |
| -------------- | ------- | ---------- | ------------ |
| Canadá         |         | 100,000    | 1× Platina   |
| Reino Unido    | 2       | 1,000,000  | 3× Platina   |
| Estados Unidos | 9       | 1,000,000+ | 1× Platina   |
| Áustria        | 1       | 10,000+    | 1× Ouro      |
| Alemanha       | 1       | 500,000    | 1× Platina   |
| Mundo          | -       | 5 milhões  | -            |